# Markham—Unionville
Pour les articles homonymes, voir Markham (homonymie) et Unionville.
Pour la circonscription provinciale, voir Markham—Unionville (circonscription provinciale).
Circonscription électorale fédérale du Canada
Markham—Unionville est une circonscription électorale fédérale canadienne située en Ontario.

## Géographie
La circonscription de la banlieue nord de Toronto est constituée de la partie sud de la ville de Markham.
Les circonscriptions limitrophes sont Richmond Hill-Sud, Aurora—Oak Ridges—Richmond Hill, York—Durham, Markham—Stouffville et Markham—Thornhill.
En 2011, les circonscriptions limitrophes étaient Oak Ridges—Markham, Scarborough—Rouge River, Scarborough—Agincourt, Willowdale, Thornhill et Richmond Hill. Après le redécoupage électoral de 2012, les circonscriptions limitrophes étaient Aurora—Oak Ridges—Richmond Hill, Richmond Hill, Markham—Stouffville et Markham—Thornhill.

### Historique
La circonscription de Markham–Unionville est créée en 2003 d'une partie de la circonscription de Markham.
Lors du redécoupage électoral de 2022-2023, la circonscription perd à l'est une partie de son territoire située entre la 16e Avenue et l'avenue Bur Oak comprise entre le chemin McCowan et le chemin Markham, ajoutée à la circonscription de Markham—Stouffville.

## Députés
| Législature                         | Années        | Député        | Parti | Parti        |
| ----------------------------------- | ------------- | ------------- | ----- | ------------ |
| Markham—Unionville issue de Markham |               |               |       |              |
| 38e                                 | 2004–2006     | John McCallum |       | Libéral      |
| 39e                                 | 2006–2008     | John McCallum |       | Libéral      |
| 40e                                 | 2008–2011     | John McCallum |       | Libéral      |
| 41e                                 | 2011–2015     | John McCallum |       | Libéral      |
| 42e                                 | 2015–2019     | Bob Saroya    |       | Conservateur |
| 43e                                 | 2019–2021     | Bob Saroya    |       | Conservateur |
| 44e                                 | 2021–2025     | Paul Chiang   |       | Libéral      |
| 45e                                 | 2025–en cours | Michael Ma    |       | Conservateur |

## Résultats électoraux
|       | Candidat          | Parti        | # de voix | % des voix |
|       | (X) Bob Saroya    | Conservateur | +24 605,  | 49,37 %    |
|       | Bang-Gu Jiang     | Libéral      | +21 596,  | 43,33 %    |
|       | Colleen Zimmerman | NPD          | +02 528,  | 5,07 %     |
|       | Elvin Kao         | Vert         | +01 110,  | 2,23 %     |
| Total | Total             | Total        | 49 839    | 100 %      |

|       | Candidat             | Parti        | # de voix | % des voix |
|       | Bob Saroya           | Conservateur | +17 734,  | 35,55 %    |
|       | (x) John McCallum    | Libéral      | +19 429,  | 38,95 %    |
|       | Nadine Marie Hawkins | NPD          | +10 897,  | 21,84 %    |
|       | Adam Poon            | Vert         | +01 597,  | 3,2 %      |
|       | Allen Small          | Libertarien  | +00231,   | 0,46 %     |
| Total | Total                | Total        | 49 888    | 100 %      |

|       | Candidat          | Parti        | # de voix | % des voix |
|       | Duncan Fletcher   | Conservateur | +13 855,  | 30,19 %    |
|       | (x) John McCallum | Libéral      | +25 195,  | 54,9 %     |
|       | Nadine Hawkins    | NPD          | +04 682,  | 10,2 %     |
|       | Leonard Aitken    | Vert         | +01 931,  | 4,21 %     |
|       | Allen Small       | Libertarien  | +00229,   | 0,5 %      |
| Total | Total             | Total        | 45 892    | 100 %      |